# Aqua (人工衛星)
Aqua (EOS PM-1)とは、アメリカ (NASA)、日本 (宇宙開発事業団 NASDA)、ブラジル (ブラジル国立宇宙研究所 INPE) の3か国共同による地球観測衛星である。2002年5月4日にデルタIIロケットにより打ち上げられ、高度705km、傾斜角98度、軌道周期98分の太陽同期軌道に投入された。名はラテン語の「水」の意。設計寿命は6年である。
他の衛星とA-trainという衛星コンステレーションを構成し、隊列の先頭に位置する。

## 搭載測器

### Advanced Microwave Scanning Radiometer for EOS (AMSR-E)
AMSR-EはNASDAによって開発されたマイクロ波放射計で、みどりIIに搭載されたAMSRをAqua用にしたもの。観測周波数は6.925、10.65、18.7、23.8、36.5、と89.0GHzの水平/鉛直偏波。空間解像度は6x4km(89.0GHz)から75x43km(6.925GHz)、観測幅は1445kmである。雲水量、可降水量、海上風速、海面水温、雪氷、土壌水分量などが観測される。
毎分40回転でアンテナを回転させる。
- 2011年10月4日、3年の設計寿命の3倍以上の運用を経て、回転摩擦の増大が限界に達したことにより、観測およびアンテナの回転を停止した。
- 2012年12月4日に、通常時の20分1の2rpm（1分間に2回転）という低速回転で観測を再開することに成功し、その後も安定して観測データを取得している[1]。後継装置AMSR2を搭載したしずく（GCOM-W）が5月に打ち上げられたことを受けて相互のデータ校正を目的とした[2]。
- 2015年12月4日、低速回転・観測を再び停止[2]。

### Moderate resolution Imaging Spectroradiometer (MODIS)
MODISは可視・赤外放射計で、大気・海洋・雪氷・陸上の諸プロダクトを生成する。

### Advanced Microwave Sounding Unit (AMSU-A)
AMSU-Aは50-80GHzの間の15の周波数帯で上層大気の温度プロファイルを観測するマイクロ波サウンダである。観測幅は1650km、水平解像度は40kmである。

### Atmospheric Infrared Sounder (AIRS)
AIRSは0.4-15µmの範囲を2378の波長帯で観測する可視/赤外域のサウンダで、大気温度/湿度、地表面温度などを測定する。観測幅は1650km、水平解像度は13.5kmである。

### Humidity Sounder for Brazil (HSB)
ブラジルINPEによって開発されたマイクロ波サウンダで、150-183GHzの範囲を4つの周波数帯で観測し、水蒸気プロファイルを測定する。2003年2月5日に運用を終了。

### Clouds and the Earth's Radiant Energy System (CERES)
CERESは0.3から50μmの3つの広域帯観測バンドで観測する水平分解能10kmの放射計で、地球放射エネルギーおよび雲の上端を含む大気上層から地表面までの大気放射エネルギーを観測する。